# هذا أيضا تاريخ الفلسفة
هذا أيضا تاريخ الفلسفة (بالألمانية: Auch eine Geschichte der Philosophie) كتاب للفيلسوف الألماني يورغن هابرماس صدر عن دار سوركامب للنشر باللغة الألمانية عام 2019 في 1752 صفحة (على جزءين) ويُباع في ألمانيا بسعر 98 يورو. يطرح الفيلسوف هابرماس في كتابه تاريخاً جديدا للفلسفة الغربية، ويناقش، ويؤرخ لمسار الفلسفة الغربية، ومساراتها الضمنية، والصريحة. ينتمي هذا الكتاب إلى ما يُعرف بعلم أنساب الفلسفة الغربية.

## تقديم الكتاب
يتناول الجزء الأول السيناريوهات والأزمات المختلفة التي مرت بها الفلسفة، ولحظات الاضمحلال في القرن العشرين. كما يتطرق للوضع الديني في الوقت الحاضر، على اعتبار أنه يمثل العقل الموضوعي. في حين يتناول لاحقاً مسار التطور الغربي وادعاء العالمية بعد الفكر الميتافيزيقي. كما يتطرق بعد ذلك للاختراق المعرفي والاحتفاظ بالنواة المقدسة، وهو ما يُعرج لاحقاً على العلاقة بين الأسطورة والطقوس، ليوضح معنى المقدس، مرورا بكيفية تحول المحور الديني (كما سيتم توضيحه لاحقا) إلى الوعي الديني، وصولا إلى الحديث عن أخلاق التقديس وتفكيك التفكير الأسطوري. مُتطرقا بعد ذلك إلى الديانة اليهودية والتوحيد، وفيما بعد إلى التعاليم والممارسات البوذية، والكونفوشيوسية والطاوية، مرورا بالفلاسفة الطبيعيين اليونانيين إلى سقراط، وإلى نظرية أفلاطون حول الأفكار. في الفصول اللاحقة من الجزء الأول، يدخل هابرماس إلى المسيحية الأصلية ويسوع والوعاظ، وكل هذه التفاصيل المختلفة، ليصل إلى اللقاء الذي حدث بين المسيحية والهلينية إبان الإمبراطورية الرومانية.
يبدأ الفصل الثاني بمارتن لوثر، وكسره للعادات السائدة في تلك الفترة، وتحديدا العادات الدينية، وتغييره لمسار اللاهوت بشكل كامل، بعد ذلك يرسم هابرماس ويحدد المسار اللاهوتي والاجتماعي والسياسي للعقل الحديث انطلاقا من تفاعل التنمية العلمية مع آليات التاريخ الاجتماعي وهذا يأتي في سياق قانون العقل الحديث مهما يكن الأمر، فإنه ومن خلال عناوين قسميْ الكتاب، يتضح أن هناك مزاوجة بين التاريخ الغربي العام والشامل من جهة، ولحظات الفلسفة الكبرى والمحورية في أوروبا، تلك اللحظات التي أسهمت ليس في ارتقاء العالم الغربي، بل وانعكس ذلك بشكل كبير وجوهري على بقية أنحاء المعمورة.
يتتبع هابرماس بشكل تدريجي كيف انفصلت الفلسفة عن التفكير الديني في التاريخ الروماني والغربي، حيث أصبحت الفلسفة لاحقا دنيوية، مهتمة بالقضايا والمسائل اليومية. كما أن هذا العمل يوضح بشكل تحليلي كبير، تاريخ، أو قصة انعكاس هذه التغيرات على مواضيع أصبحت حساسة، ومهمة مثل الحرية المسؤولة للتواصل المجتمعي بين الذوات. من جهة أخرى، يُظهر هذا العمل ماذا يعني ظهور، أو نمو المعرفة العلمية لنا نحن البشر، بما رافق ذلك من آثار مختلفة كظهور الحداثة المعُاصرة، والفردانية.
في الجزء الأخير المتعلق بالعلاقة بين المعرفة والإيمان، ينطلق هابرماس من هيوم وكانط، وبشكل خاص بالتركيز على كانط، وتحديدا بعد محاضرته حول نفس الموضوع في عام 2007، فهذا التاريخ يعني بكل بساطة تاريخ العقل، ومساره، أو ربما أحد مساراته. حيث تعود هذه التحولات التي طرأت على فلسفة الدين – حسب هابرماس وبعض المفكرين الثيولوجيين الألمان- إلى التأويل الفردي للوعي الذاتي المعاش، الذي يستبطنه المؤمن منذ فترات زمنية طويلة، مقارنة مع التحولات الجذرية التي تأتي عن طريق الفتوحات العلمية، وأثرها على الوعي الديني من جهة، والسلوكيات التي ما زالت متشبثة بالقناعات التي كونها الأفراد عبر رؤيتهم للعالم، دونما محاولة التكيف، والانخراط في الواقع الجديد. وفي هذا السياق، لكي يحافظ العقل الديني على مرونته -يقول هابرماس- من الضروري أن يبقى مستعدا ليتعلم، وأن ينفتح على بقية الظواهر المختلفة، وتأويلاتها الجديدة في العالم، وهذا ينطبق بشكل مواز أيضا على العقل العلمي الحديث، الذي من الضروري أن يتعلم من الفكر الديني أيضا، دون أن يتخلى عن استقلاليته.

## نقد وتعليقات
كتب «علي حرب» على موقع الفيصل في أول مارس 2022: "يُعدّ الفيلسوف الألماني يورغن هابرماس  واحدًا من أشهر الفلاسفة في العالم. وقد شاء بعد حياة مديدة (93 سنة)، حافلة بالأعمال والإنجازات، أن يترك أثرًا حول تاريخ الفلسفة. ولا شك أن مفهوم الفيلسوف لمهنته مع الاقتراب من نهاية الرحلة، يختلف عن تصوره لها عما كان عند البداية. فمع كل فلسفة تتمتع بالأصالة والجدة والابتكار، تتغير علاقة الواحد بمفردات وجوده، ويعاد تعريف الأشياء والكلمات، فكيف إذا كان الأمر يتعلق بالفلسفة؟ غير أن هابرماس لم يشأ أن يتحدث عن الفلسفة ومهمته بما هي كذلك، كميدان فكري أو فرع معرفي، بل آثر أن يتحدث عن العلاقة بين الفلسفة والدين أو بين العلم والإيمان. ولكن مبحثه يقتصر على المسيحية دون سواها، دون أن يعني ذلك الوقوع في فخ النزعة الغربية. وكانت الثمرة لهذا المشروع كتابًا ضخمًا من جزأين حول تاريخ الفلسفة، صدر مؤخرًا الجزء الأول منه بترجمته الفرنسية. وهذا الموضوع، أعني المواجهة بين الدين والفلسفة أو بين الإيمان والعلم، هو أثير لدى هابرماس؛ إذ تطرق إليه غير مرة، وبخاصة في تلك المناظرة الشهيرة التي جرت في مدينة ميونخ عام 2004، بينه وبين مواطنه الكاردينال جوزيف راتسنغر، قبل أن يصبح بابا روما تحت اسم بندكت السادس عشر".
نشر موقع «الصدى نت» ترجمة حوار مع مؤلف الكتاب جاء فيها:
سؤال: كتابكم الجديد «أيضا تاريخ الفلسفة»، تُنشر الآن الطبعة الثالثة منه. مع أن موضوعكم – العلاقة بين المعرفة والإيمان في التقاليد الفكرية الغربية – أبعد ما يكون عن البساطة. هل كنتم تتوقّعون هذا النجاح؟
هابرماس: حين يكتب المرء كتابا لا يفكّر بهذا، بل ينتابه فقط خوف من اقتراف أخطاء، فيفكر مع كلّ فصل ينجزه، في اعتراضات المختصّين، العارفين بالتفاصيل والبراهين، عن كل جزيء.
سؤال: بالنسبة لي شخصيا، فقد أثارني السياق التعليمي فيه، عملية التعلم، التكرار، المراجعة والخلاصات التي تراعي ترك مسافة في الهيكل العام، وتمنحنا استراحات. يبدو أنكم ترمون لتسهيله كمدخل للهواة أيضا.
هابرماس: كانت غالبية قرّائي حتى الآن من الزملاء الأكاديميين، والطلّاب من فروع مختلفة، وبينهم أيضا مدرسو الأخلاق والعلوم الاجتماعية. لكن هذه المرّة وصلني صدى مختلف من جمهور القراء، عبر ما كُتب عنه خلال الأشهر الأولى من نشره. بطبيعة الحال، من أولئك المهتمّين بموضوع المعرفة والإيمان، ولكن أيضا بين عموم المفكّرين والباحثين عن مشورة، بمن فيهم الأطبّاء، المدراء، المحامون، الخ. يبدو أنه ما زال لدى هؤلاء بعض الثقة بقدرة الفلسفة على فهم الذات. هذا يرضيني، لأن أحد دوافعي في هذا المشروع كان تبيان أنّ نوعا من الإفراط في التخصص، يسيء إلى نظرة الفيلسوف والفلسفة كعلم بطريقة استثنائية.
سؤال: تشوّشني كلمة «أيضا» في عنوان عملكم.
هابرماس: إنّ كلمة «أيضا» تُلفت انتباه القارئ إلى أنّ هذا ليس إلا تفسيرا، حتّى لو كان جديدا لتاريخ الفلسفة، إلى جانب تفسيراتٍ أخرى ممكنة. بادرة التواضع هذه، تحذّر القارئ من فهم ما بين يديه كتاريخ نهائيّ خالص للفلسفة. أنا شخصيّا أتبع خطّ التأويل، الذي يفهم هذا التاريخ على أنه عملية تعلم مستمرة من وجهة نظر فهم معينة للفكر ما بعد الميتافيزيقي. لا يستطيع أي كاتب تجنّب وجهة نظرٍ معيّنة، تنعكس فيها بطبيعة الحال بعض قناعاته النظرية. لكن هذا ليس إلا تعبيرا عن وعي مرتاب، ولا يعني مطلقا التهوين من الحقيقة في أقوالي.
سؤال: تدعو كلمة “أيضا” في العنوان إلى السؤال عن علاقة تاريخ الفلسفة بموضوعة الإيمان/المعرفة. لديّ انطباع أن هذه العلاقة لا تخلو تماما من التوتر.
هابرماس: أنا كفيلسوف، أهتمُّ بالسؤال عمّا يمكننا تعلّمه من خطاب الإيمان والمعرفة. فالمشكلة العالقة بين «كانط»  و«هيجل»، عن علاقة الأخلاق بالأعراف، استأثرت بحيّز كبير إلى الآن، ونشأت كإشكالية، من ادّعاء العلماني والمتطرف في آن، امتلاك النواة الكونية لأخلاق الحب المسيحية. إنّ عملية الانحياز المفاهيمي للمضامين الرئيسية لمحتوى الرواية الدينية، تشكّل موضوعي. وفي هذه الحالة من سيطرة الفكر الما بعد الميتافيزيقي، يغدو جميع المؤمنين أمة كونية، بل وأخوة متآلفين كطائفة، ينال كلّ عضو فيها معاملة عادلة دون استهجانٍ لفردانيّته أو شُبهة فيها. هذه المساواة بين كلّ الأفراد ليست موضوعا مبتذلا، كما نلاحظ اليوم في أزمة كورونا.

## وصلات خارجية
http://elsada.net/121259/ هذا أيضاً تاريخ الفلسفة
https://www.alfalq.com/?p=12134 هذا أيضاً تاريخ الفلسفة
https://www.alfaisalmag.com/?p=22987 هذا أيضاً تاريخ الفلسفة